# Dança das Almas
A Dança das Almas (Dance of Souls em inglês) é um ritual praticado anualmente por pesosas da comunidade BDSM que acontece na Southwest Leather Conference (SWLC), em Phoenix, Arizona. A dança é considerada uma prática não-sexual do BDSM, estando mais ligada com espiritualidade e comunidade.

## Histórico
O uso de ganchos, danças e modificações corpóreas no BDSM normalmente é atribuido a Fakir Musafar, que em 1999 ele e sua esposa, Cleo Dubois, deram um workshop de três dias na Arizona Power Exchange. A primeira Dança das Almas aconteceu na Southwest Leather Conference (SWLC) em 2004, e em 2006, Elwood Reid, protegido de Mustafar, passou a coordenar o evento.

## Descrição
A participação do ritual é opcional e é realizado por mais de 100 pessoas. Nele, são feitos piercings temporários de gancho ou filamento nas costas e peitoral em estações cobertas de plástico para evitar contaminação cruzada. Então, pesos (como sinos ou frutas) são pendurados nos piercings com cordas. Em seguida, os participantes dançam ao som de tambores. O uso dos piercings e/ou dos pesos é opcional, com os participantes podendo dançar sem nenhuma modificação corporal. As pessoas podiam dançar juntas, incluindo unindo-se pelos ganchos ou até mesmo jogando cabo de guerra, ou sozinhas, incluindo o uso de uma estrutura de madeira que as pessoas podem se prender nela pelos piercings. Durante o ritual, é feita uma fogueira de sálvia. Os participantes precisam se registrar e pagar uma taxa para participar. A dança dura de 3 a 5 horas.
A Dança das Almas contém similaridades com o ritual O-Kee-Pa, do povo nativo-americano mandan, e o festival hindu Thaipusam, praticado pelos tâmeis.

## Efeitos
Normalmente, seus participantes são observados gritando, gemendo ou chorando, porém eles relatam um aumento na excitação sexual, apesar de nenhuma atividade explícita seja praticada. Eles também relatam um aumento no sentimento de pertencimento dentro da comunidade e diminuição do estresse, além de estados alterados de consciência.
Foi registrado um aumento do cortisol nos participantes em um estudo científico feito em 2017, porém este aumento não foi replicado com sucesso pelos pesquisadores em atividades de BDSM "comuns", apesar do número de participantes na replicação ser muito pequeno.